# 万山镇 (铜仁市)
万山镇，是中华人民共和国贵州省铜仁市万山区下辖的一个乡镇级行政单位。2021年1月19日，命名万山镇为贵州省园林城镇。

## 行政区划
万山镇下辖以下地区：
解放街社区、张家湾社区、麻音塘社区、犀牛井社区、三角岩社区和土坪社区。